# 충주 신청리 고인돌
충주 신청리 고인돌(忠州 新淸里 支石墓)은 충청북도 충주시 신니면 신청리에 있는 청동시대의 고인돌이다. 2004년 11월 26일 충청북도의 기념물 제133호로 지정되었다.

## 개요
이 지석묘는 개석식 지석묘로 본래의 모습을 잘 유지하고 있으며 덮개돌 윗면에 크고 작은 굼<性穴>이 141개 분포하고 있어 선사시대 거석문화 연구, 특히 매장행위와 관련된 중요한 자료이다.

## 갤러리

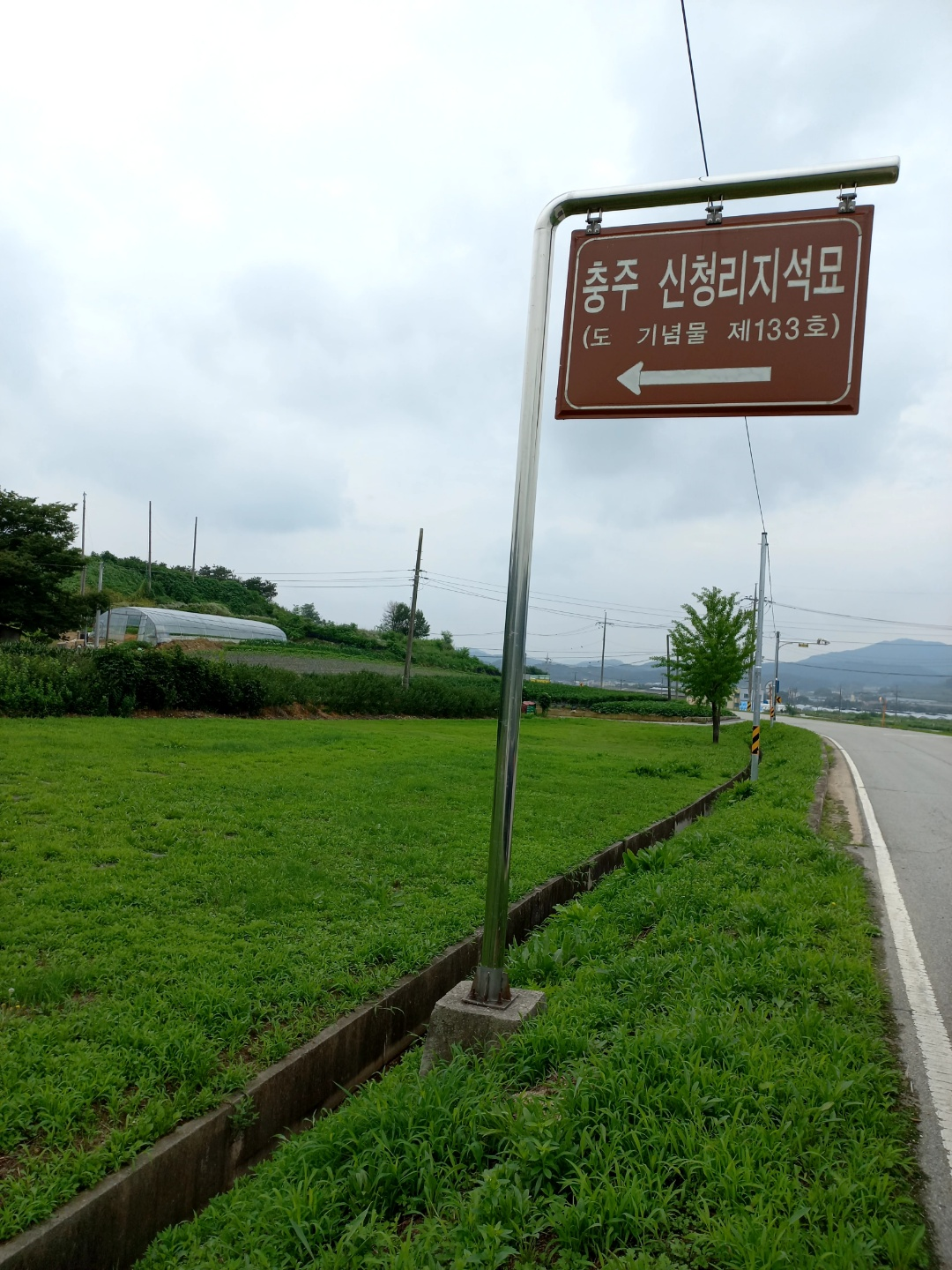
고인돌 위치 안내판
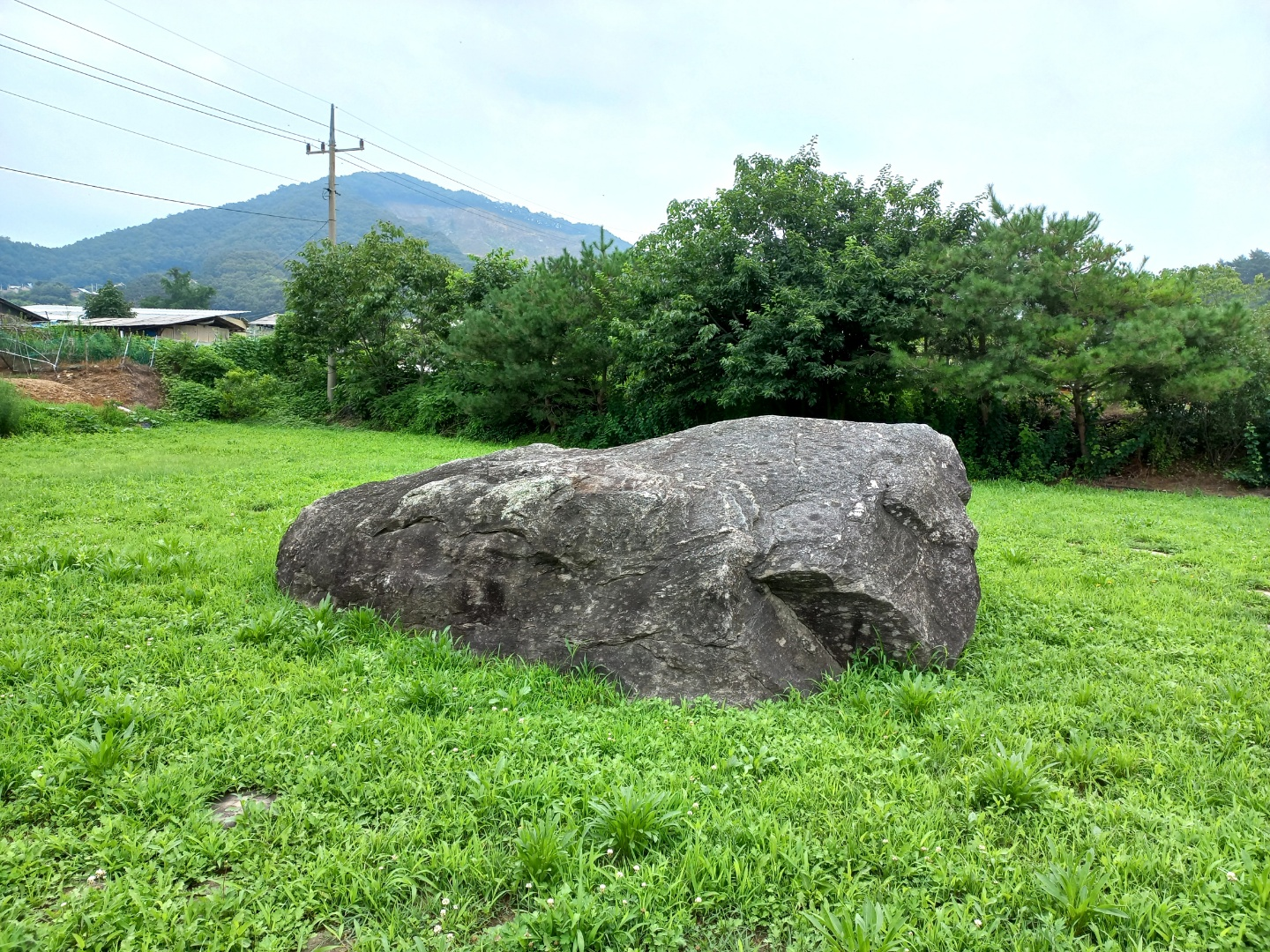
고인돌 측면
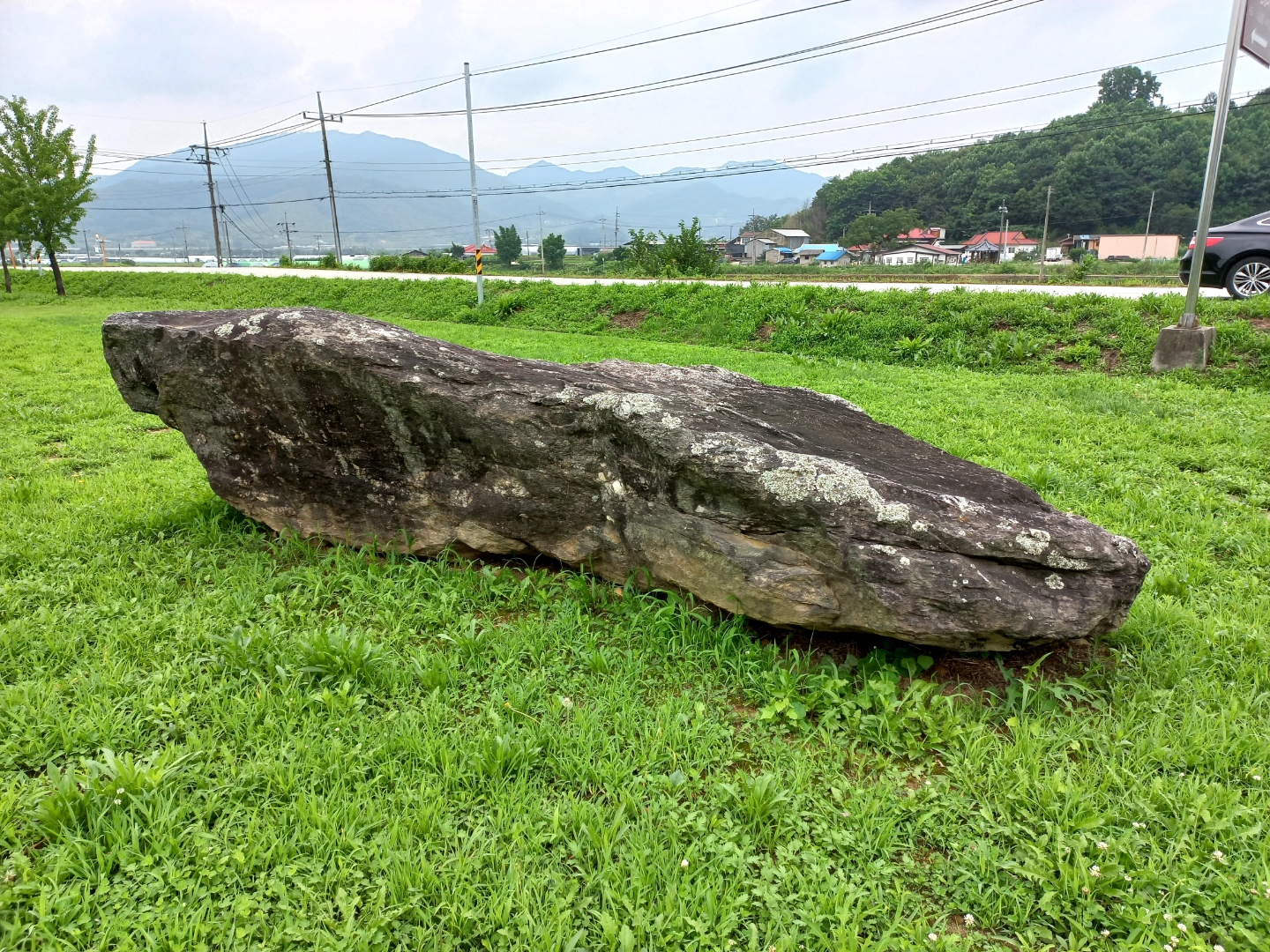
도로 반대편에서 본 모습

## 참고 문헌
- 충주 신청리 고인돌 - 국가유산청 국가유산포털
- 고인돌